# Israëlische verkiezingen Grondwetgevende Vergadering 1949
De verkiezingen voor de Grondwetgevende Vergadering van Israël vonden plaats op 25 januari 1949.
Het aantal kiesgerechtigden was 509.567
| Partij                             | %     | zetels |
| ---------------------------------- | ----- | ------ |
| Mapai                              | 35,7% | 46     |
| Mapam                              | 14,7% | 19     |
| Verenigd Religieus Front           | 12,2% | 16     |
| Herut Beweging                     | 11,5% | 14     |
| Algemene Zionisten                 | 5,2%  | 7      |
| Progressieve Partij                | 4,1%  | 5      |
| Sefardische en Edot Mizrach        | 3,5%  | 4      |
| Maki                               | 3,5%  | 4      |
| Democratische Partij van Nazareth¹ | 1,7%  | 2      |
| Lijst van Strijders                | 1,2%  | 1      |
| WIZO                               | 1,2%  | 1      |
| Jemenitische Vereniging            | 1,0%  | 1      |
| Overigen                           | 8,6%  | 0      |
| Totaal                             | 100%  | 120    |

- ¹Lijstverbinding met Mapai.